# Uppdrag sex
Uppdrag sex (polska: Seksmisja) är en polsk science fiction-komedifilm från 1984 i regi av Juliusz Machulski, med Olgierd Łukaszewicz och Jerzy Stuhr i huvudrollerna. Den handlar om två män som blir nedfrusna och vaknar upp i en framtid där männen har försvunnit, och kvinnor lever i ett underjordiskt samhälle där barn skapas i laboratorier. Ankomsten av de två männen kullkastar samhällsordningen genom farsartade förvecklingar och leder till avslöjanden om det nya samhällets egentliga natur.
Filmen hade premiär i Polen 14 maj 1984. Den visades i svenska TV1 den 31 januari 1987.

## Medverkande
- Jerzy Stuhr som Maks
- Olgierd Łukaszewicz som Albert
- Bozena Stryjkówna som Lamia
- Boguslawa Pawelec som Emma
- Hanna Stankówna som Tekla
- Beata Tyszkiewicz som Berna
- Ryszarda Hanin som doktor Yanda
- Barbara Ludwizanka som farmodern
- Mirosława Marcheluk som ligans sekreterare
- Hanna Mikuc som Linda
- Wieslaw Michnikowski som Hennes Höghet